# スティエパン・トマス
スティエパン・トマス（Stjepan Tomas、1976年3月6日 - ）は、クロアチアの元サッカー選手。元クロアチア代表。ポジションはディフェンダー。

## 経歴

### クラブ
1995年からプレーした強豪・NKディナモ・ザグレブではプルヴァHNL5連覇を達成した。その後プレーした、トルコのフェネルバフチェSK、ガラタサライSK、ロシアのFCルビン・カザンでもリーグ優勝を経験している。

### 代表
1998年4月に親善試合でクロアチア代表デビュー。2002 FIFAワールドカップではグループステージ全3試合に出場した。UEFA EURO 2004ではメンバーに選出されるが出場機会は無く、2006 FIFAワールドカップでは1試合に出場した。クロアチア代表として通算49試合に出場、1得点をあげた。

## 代表歴

### 出場大会
- クロアチア代表
  - 2002 FIFAワールドカップ
  - 2006 FIFAワールドカップ

### 試合数
- 国際Aマッチ 49試合 1得点（1998年-2006年）[1]

| クロアチア代表 | 国際Aマッチ | 国際Aマッチ |
| 年             | 出場        | 得点        |
| -------------- | ----------- | ----------- |
| 1998           | 1           | 0           |
| 1999           | 4           | 1           |
| 2000           | 4           | 0           |
| 2001           | 5           | 0           |
| 2002           | 10          | 0           |
| 2003           | 8           | 0           |
| 2004           | 5           | 0           |
| 2005           | 8           | 0           |
| 2006           | 4           | 0           |
| 通算           | 49          | 1           |